# Llista d'asteroides/157801-157900
| Nom      | Designació provisional | Data de descobriment   | Lloc de descobriment | Descobridor/s                    |
| -------- | ---------------------- | ---------------------- | -------------------- | -------------------------------- |
| 157801 - | 1995 ST30              | 20 de setembre de 1995 | Kitt Peak            | Spacewatch                       |
| 157802 - | 1995 SV40              | 25 de setembre de 1995 | Kitt Peak            | Spacewatch                       |
| 157803 - | 1995 SZ56              | 17 de setembre de 1995 | Kitt Peak            | Spacewatch                       |
| 157804 - | 1995 SF87              | 25 de setembre de 1995 | Kitt Peak            | Spacewatch                       |
| 157805 - | 1995 TA5               | 15 d'octubre de 1995   | Kitt Peak            | Spacewatch                       |
| 157806 - | 1995 UY13              | 17 d'octubre de 1995   | Kitt Peak            | Spacewatch                       |
| 157807 - | 1995 UY14              | 17 d'octubre de 1995   | Kitt Peak            | Spacewatch                       |
| 157808 - | 1995 UP43              | 25 d'octubre de 1995   | Kitt Peak            | Spacewatch                       |
| 157809 - | 1995 UK50              | 17 d'octubre de 1995   | Kitt Peak            | Spacewatch                       |
| 157810 - | 1995 UD56              | 23 d'octubre de 1995   | Kitt Peak            | Spacewatch                       |
| 157811 - | 1995 UU56              | 25 d'octubre de 1995   | Kitt Peak            | Spacewatch                       |
| 157812 - | 1995 US60              | 24 d'octubre de 1995   | Kitt Peak            | Spacewatch                       |
| 157813 - | 1995 WN1               | 16 de novembre de 1995 | Church Stretton      | S. P. Laurie                     |
| 157814 - | 1995 WU28              | 19 de novembre de 1995 | Kitt Peak            | Spacewatch                       |
| 157815 - | 1996 FD7               | 18 de març de 1996     | Kitt Peak            | Spacewatch                       |
| 157816 - | 1996 GM7               | 12 d'abril de 1996     | Kitt Peak            | Spacewatch                       |
| 157817 - | 1996 GR8               | 13 d'abril de 1996     | Kitt Peak            | Spacewatch                       |
| 157818 - | 1996 GU9               | 13 d'abril de 1996     | Kitt Peak            | Spacewatch                       |
| 157819 - | 1996 JV6               | 11 de maig de 1996     | Kitt Peak            | Spacewatch                       |
| 157820 - | 1996 TE21              | 5 d'octubre de 1996    | Kitt Peak            | Spacewatch                       |
| 157821 - | 1996 TA24              | 6 d'octubre de 1996    | Kitt Peak            | Spacewatch                       |
| 157822 - | 1996 TL28              | 7 d'octubre de 1996    | Kitt Peak            | Spacewatch                       |
| 157823 - | 1996 XJ18              | 7 de desembre de 1996  | Kitt Peak            | Spacewatch                       |
| 157824 - | 1997 CP2               | 2 de febrer de 1997    | Kitt Peak            | Spacewatch                       |
| 157825 - | 1997 RE8               | 12 de setembre de 1997 | Ondřejov             | M. Wolf, L. Šarounová            |
| 157826 - | 1997 SB23              | 29 de setembre de 1997 | Kitt Peak            | Spacewatch                       |
| 157827 - | 1997 TV18              | 7 d'octubre de 1997    | Xinglong             | BAO Schmidt CCD Asteroid Program |
| 157828 - | 1997 WJ15              | 23 de novembre de 1997 | Kitt Peak            | Spacewatch                       |
| 157829 - | 1997 WC36              | 29 de novembre de 1997 | Socorro              | LINEAR                           |
| 157830 - | 1997 YE                | 18 de desembre de 1997 | Oizumi               | T. Kobayashi                     |
| 157831 - | 1998 BR10              | 25 de gener de 1998    | Oizumi               | T. Kobayashi                     |
| 157832 - | 1998 BO28              | 24 de gener de 1998    | Kitt Peak            | Spacewatch                       |
| 157833 - | 1998 FK8               | 20 de març de 1998     | Kitt Peak            | Spacewatch                       |
| 157834 - | 1998 FV39              | 20 de març de 1998     | Socorro              | LINEAR                           |
| 157835 - | 1998 FS71              | 20 de març de 1998     | Socorro              | LINEAR                           |
| 157836 - | 1998 FG102             | 31 de març de 1998     | Socorro              | LINEAR                           |
| 157837 - | 1998 FC125             | 24 de març de 1998     | Socorro              | LINEAR                           |
| 157838 - | 1998 FG139             | 28 de març de 1998     | Socorro              | LINEAR                           |
| 157839 - | 1998 GN8               | 2 d'abril de 1998      | Socorro              | LINEAR                           |
| 157840 - | 1998 HS9               | 18 d'abril de 1998     | Kitt Peak            | Spacewatch                       |
| 157841 - | 1998 HY53              | 21 d'abril de 1998     | Socorro              | LINEAR                           |
| 157842 - | 1998 MP1               | 16 de juny de 1998     | Kitt Peak            | Spacewatch                       |
| 157843 - | 1998 QS29              | 23 d'agost de 1998     | Xinglong             | BAO Schmidt CCD Asteroid Program |
| 157844 - | 1998 QN84              | 24 d'agost de 1998     | Socorro              | LINEAR                           |
| 157845 - | 1998 RT17              | 14 de setembre de 1998 | Socorro              | LINEAR                           |
| 157846 - | 1998 RT22              | 14 de setembre de 1998 | Socorro              | LINEAR                           |
| 157847 - | 1998 RM46              | 14 de setembre de 1998 | Socorro              | LINEAR                           |
| 157848 - | 1998 RA67              | 14 de setembre de 1998 | Socorro              | LINEAR                           |
| 157849 - | 1998 SH96              | 26 de setembre de 1998 | Socorro              | LINEAR                           |
| 157850 - | 1998 SH101             | 26 de setembre de 1998 | Socorro              | LINEAR                           |
| 157851 - | 1998 SX151             | 26 de setembre de 1998 | Socorro              | LINEAR                           |
| 157852 - | 1998 TH6               | 13 d'octubre de 1998   | Kleť                 | Kleť                             |
| 157853 - | 1998 TL13              | 13 d'octubre de 1998   | Kitt Peak            | Spacewatch                       |
| 157854 - | 1998 TN15              | 14 d'octubre de 1998   | Caussols             | ODAS                             |
| 157855 - | 1998 TU22              | 13 d'octubre de 1998   | Kitt Peak            | Spacewatch                       |
| 157856 - | 1998 TK23              | 14 d'octubre de 1998   | Kitt Peak            | Spacewatch                       |
| 157857 - | 1998 UR1               | 17 d'octubre de 1998   | Kitt Peak            | Spacewatch                       |
| 157858 - | 1998 UO37              | 28 d'octubre de 1998   | Socorro              | LINEAR                           |
| 157859 - | 1998 UM49              | 27 d'octubre de 1998   | Caussols             | ODAS                             |
| 157860 - | 1998 VV25              | 10 de novembre de 1998 | Socorro              | LINEAR                           |
| 157861 - | 1998 VK48              | 15 de novembre de 1998 | Kitt Peak            | Spacewatch                       |
| 157862 - | 1998 WW11              | 21 de novembre de 1998 | Socorro              | LINEAR                           |
| 157863 - | 1998 WG26              | 16 de novembre de 1998 | Kitt Peak            | Spacewatch                       |
| 157864 - | 1998 WL39              | 21 de novembre de 1998 | Kitt Peak            | Spacewatch                       |
| 157865 - | 1998 WT39              | 22 de novembre de 1998 | Kitt Peak            | Spacewatch                       |
| 157866 - | 1998 YY4               | 17 de desembre de 1998 | Caussols             | ODAS                             |
| 157867 - | 1999 CK23              | 10 de febrer de 1999   | Socorro              | LINEAR                           |
| 157868 - | 1999 CO89              | 10 de febrer de 1999   | Socorro              | LINEAR                           |
| 157869 - | 1999 EQ8               | 14 de març de 1999     | Kitt Peak            | Spacewatch                       |
| 157870 - | 1999 EB11              | 14 de març de 1999     | Kitt Peak            | Spacewatch                       |
| 157871 - | 1999 ES11              | 12 de març de 1999     | Socorro              | LINEAR                           |
| 157872 - | 1999 GJ6               | 14 d'abril de 1999     | Ondřejov             | L. Šarounová                     |
| 157873 - | 1999 JW7               | 14 de maig de 1999     | Goodricke-Pigott     | R. A. Tucker                     |
| 157874 - | 1999 JM15              | 15 de maig de 1999     | Catalina             | CSS                              |
| 157875 - | 1999 JF49              | 10 de maig de 1999     | Socorro              | LINEAR                           |
| 157876 - | 1999 JN73              | 12 de maig de 1999     | Socorro              | LINEAR                           |
| 157877 - | 1999 JY112             | 13 de maig de 1999     | Socorro              | LINEAR                           |
| 157878 - | 1999 KJ2               | 16 de maig de 1999     | Kitt Peak            | Spacewatch                       |
| 157879 - | 1999 NR53              | 12 de juliol de 1999   | Socorro              | LINEAR                           |
| 157880 - | 1999 NO60              | 13 de juliol de 1999   | Socorro              | LINEAR                           |
| 157881 - | 1999 RZ                | 4 de setembre de 1999  | Catalina             | CSS                              |
| 157882 - | 1999 RV1               | 5 de setembre de 1999  | Višnjan Observatory  | K. Korlević                      |
| 157883 - | 1999 RF38              | 13 de setembre de 1999 | Višnjan Observatory  | K. Korlević                      |
| 157884 - | 1999 RV44              | 14 de setembre de 1999 | Črni Vrh             | Črni Vrh                         |
| 157885 - | 1999 RD78              | 7 de setembre de 1999  | Socorro              | LINEAR                           |
| 157886 - | 1999 RG85              | 7 de setembre de 1999  | Socorro              | LINEAR                           |
| 157887 - | 1999 RS178             | 9 de setembre de 1999  | Socorro              | LINEAR                           |
| 157888 - | 1999 RE188             | 9 de setembre de 1999  | Socorro              | LINEAR                           |
| 157889 - | 1999 RO195             | 8 de setembre de 1999  | Socorro              | LINEAR                           |
| 157890 - | 1999 RV200             | 8 de setembre de 1999  | Socorro              | LINEAR                           |
| 157891 - | 1999 RA228             | 8 de setembre de 1999  | Catalina             | CSS                              |
| 157892 - | 1999 RG248             | 7 de setembre de 1999  | Kitt Peak            | Spacewatch                       |
| 157893 - | 1999 SU22              | 30 de setembre de 1999 | Catalina             | CSS                              |
| 157894 - | 1999 TK16              | 14 d'octubre de 1999   | Heppenheim           | Starkenburg                      |
| 157895 - | 1999 TH23              | 3 d'octubre de 1999    | Kitt Peak            | Spacewatch                       |
| 157896 - | 1999 TA43              | 3 d'octubre de 1999    | Kitt Peak            | Spacewatch                       |
| 157897 - | 1999 TV76              | 10 d'octubre de 1999   | Kitt Peak            | Spacewatch                       |
| 157898 - | 1999 TZ96              | 2 d'octubre de 1999    | Socorro              | LINEAR                           |
| 157899 - | 1999 TU106             | 4 d'octubre de 1999    | Socorro              | LINEAR                           |
| 157900 - | 1999 TW108             | 4 d'octubre de 1999    | Socorro              | LINEAR                           |